# دابل دی (ناشر)
دابل دی (انگلیسی: Doubleday) یک شرکت انتشاراتی آمریکایی است. این شرکت به عنوان شرکت دابل دی و مک کلور در سال ۱۸۹۷ تأسیس شد. تا سال ۱۹۴۷، این شرکت بزرگ‌ترین ناشر کتاب در ایالات متحده بود. آثار نویسندگان عمدتاً آمریکایی را تحت تعدادی چاپ منتشر کرد و آنها را از طریق فروشگاه‌های خود توزیع کرد.